# 世界貿易中心四號大樓
40°42′37″N 74°00′43″W / 40.710409°N 74.011933°W
世界貿易中心四號大樓為美國紐約市世界貿易中心原址重建計劃的其中一棟大樓，297.13米、72層樓高，位於曼哈頓下城，于2012年6月24日封顶，并于2013年11月13日对外开放，該樓是世貿中心用地主管機關——紐約與紐澤西港務局的總部所在地。

## 原始建築（1975年–2001年）

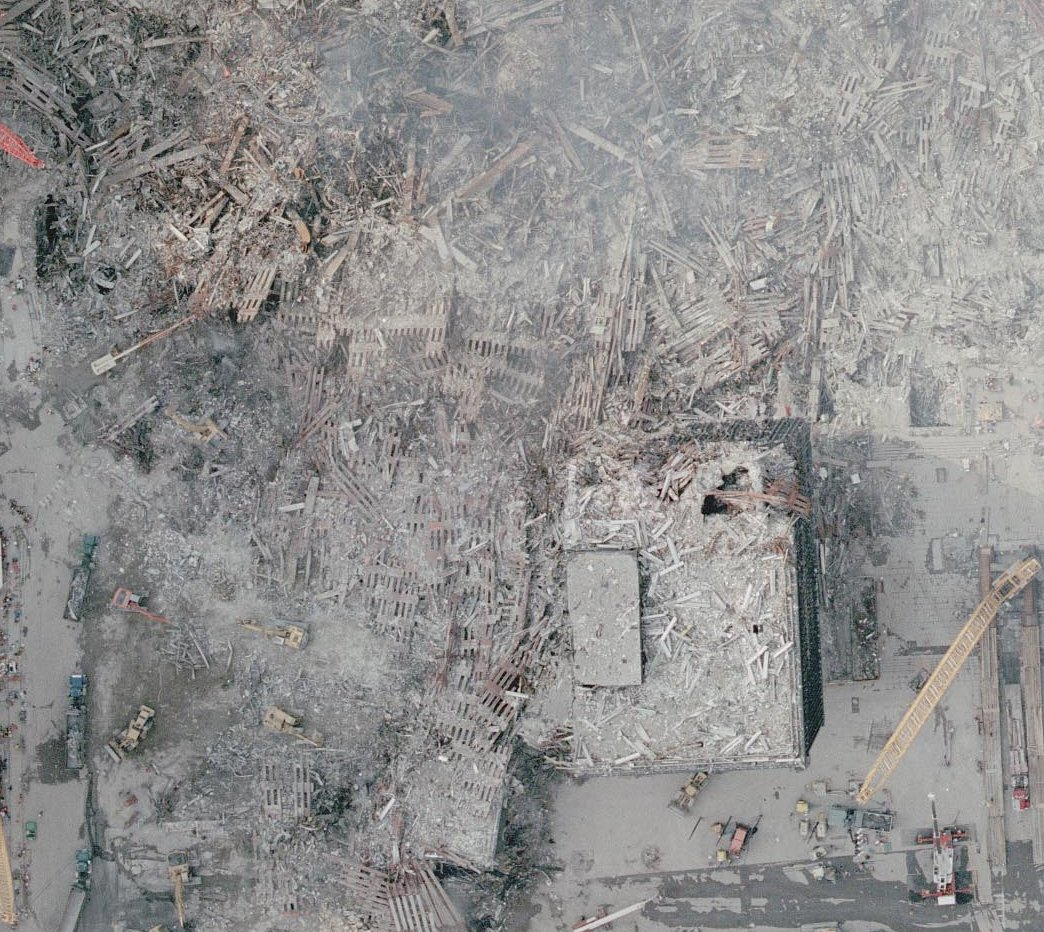
原世界貿易中心四號大樓在911事件後剩餘的殘骸

原世界貿易中心四號大樓在1975年時是一棟9層樓的建築物，建築高度36公尺（118英尺），位於紐約曼哈頓下城，在世界貿易中心南座右邊。德意志銀行、紐約期貨交易所皆在此設立辦公室，地下室則是世界貿易中心商城，商城與世界貿易中心其他各棟相連接著。
原大樓在九一一襲擊事件當中，因世界貿易中心倒塌的碎片殘骸將大樓壓垮，最後因受損嚴重而拆除。原大樓舊址現在改建為兩棟大樓，分別為世界貿易中心三號大樓以及與原建築物同名的世界貿易中心四號大樓。

## 新建築
新的世界貿易中心四號大樓預計在原址重建，預計建築高度298米（978英尺），共72層，由曾是普利茲克獎得主槙文彥設計，結構工程師為萊斯里·羅伯遜。新大廈工程於2008年1月破土，在2013年完工。內部面積提供167,000平方公尺空間，給辦公室及零售商圈用途。
世界貿易中心四號大樓設計特點在於以兩種不同形狀地板面積疊加上去，在第3樓到第56樓，地板形狀主要為平行四邊形，每層樓地板面積為3,376平方公尺。從第57樓到第72樓，地板形狀則是梯形，每層樓地板面積為2,600平方公尺。目前世界貿易中心四號大樓是世貿重建計畫中，第二棟完工的摩天大樓，第一棟則是世界貿易中心七號大樓。目前紐約與紐澤西港務局在此設立新總部，位於18至24樓間。

## 圖片集

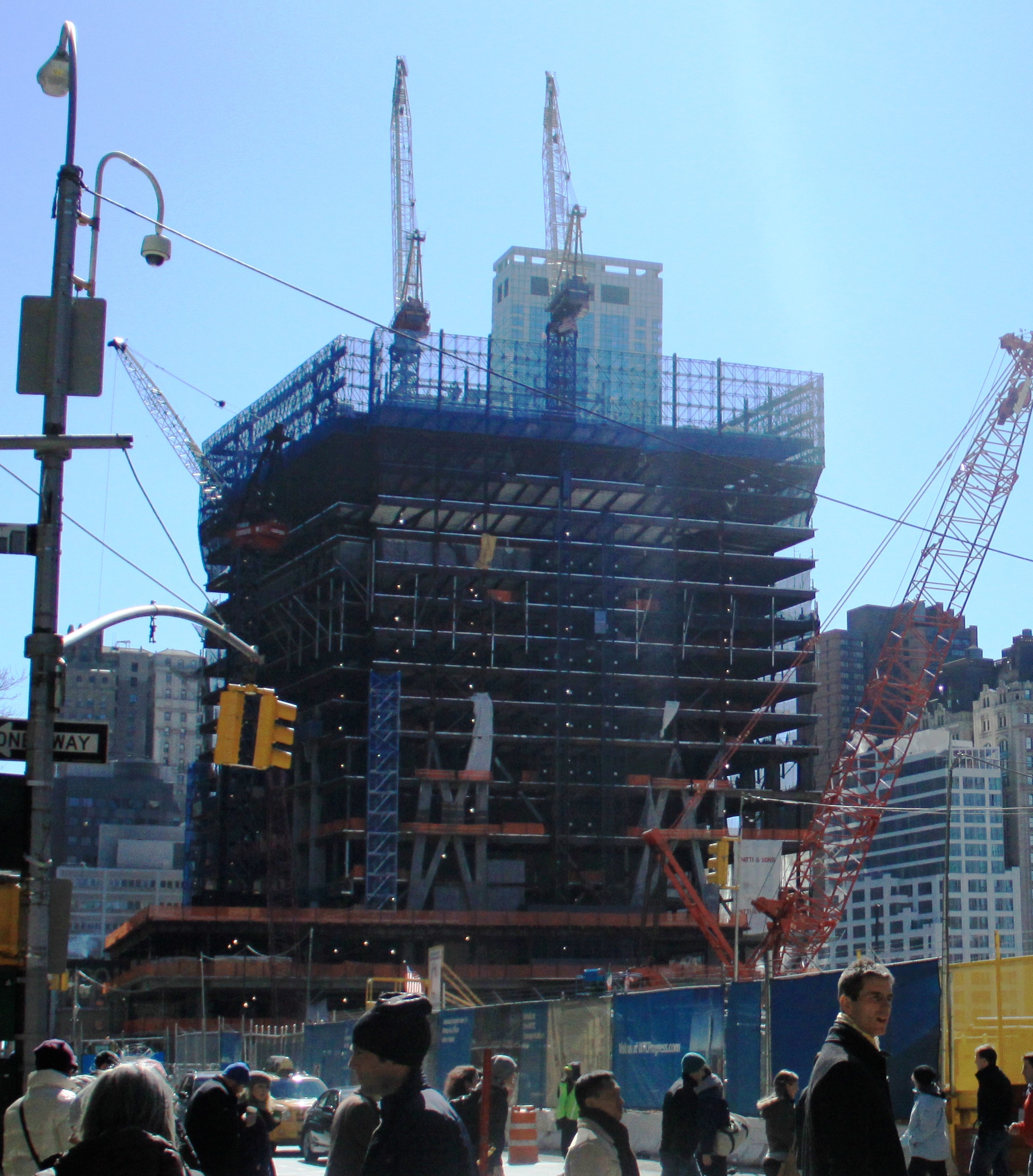
2011年3月26日時的建設進度
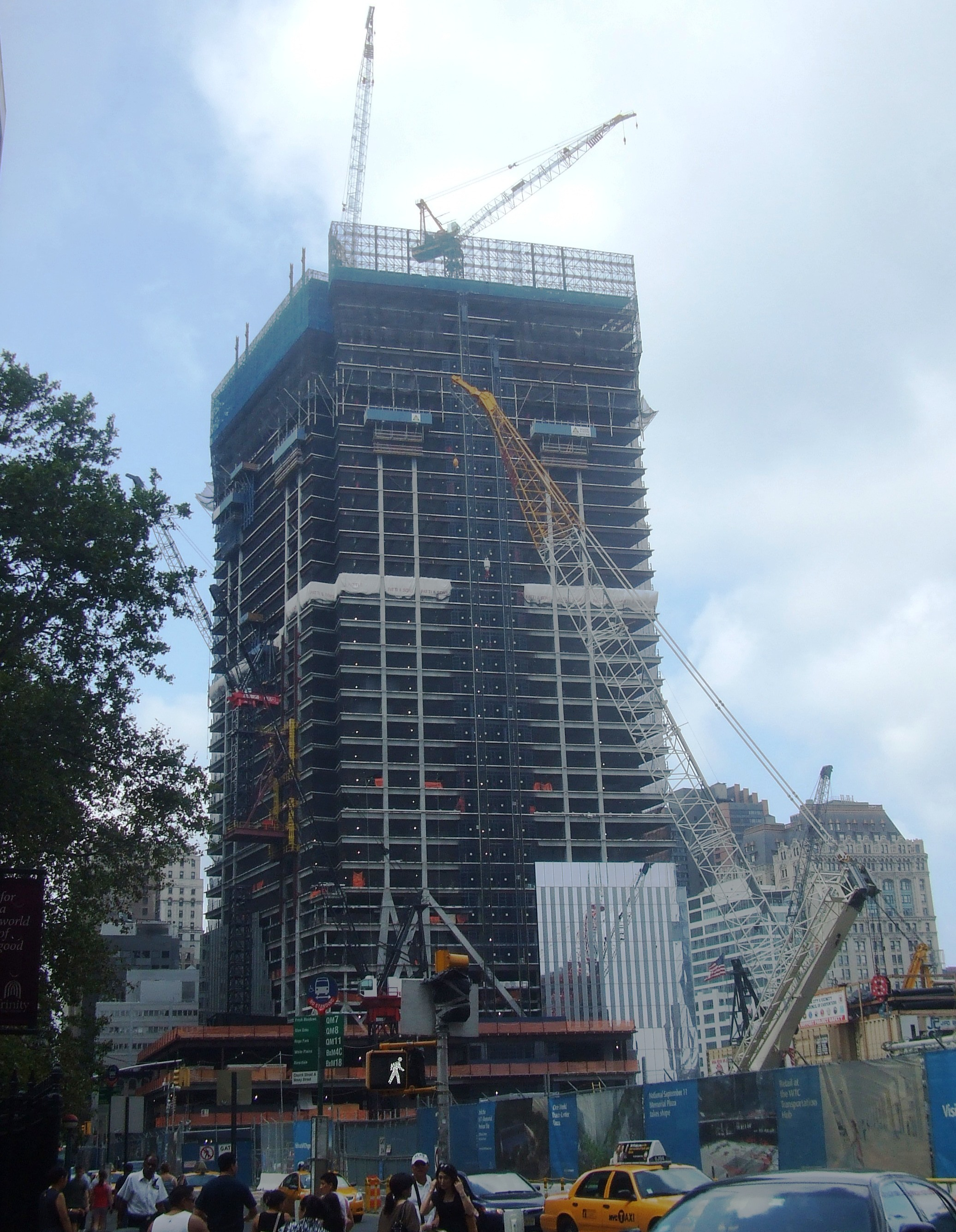
2011年8月7日時的建設進度
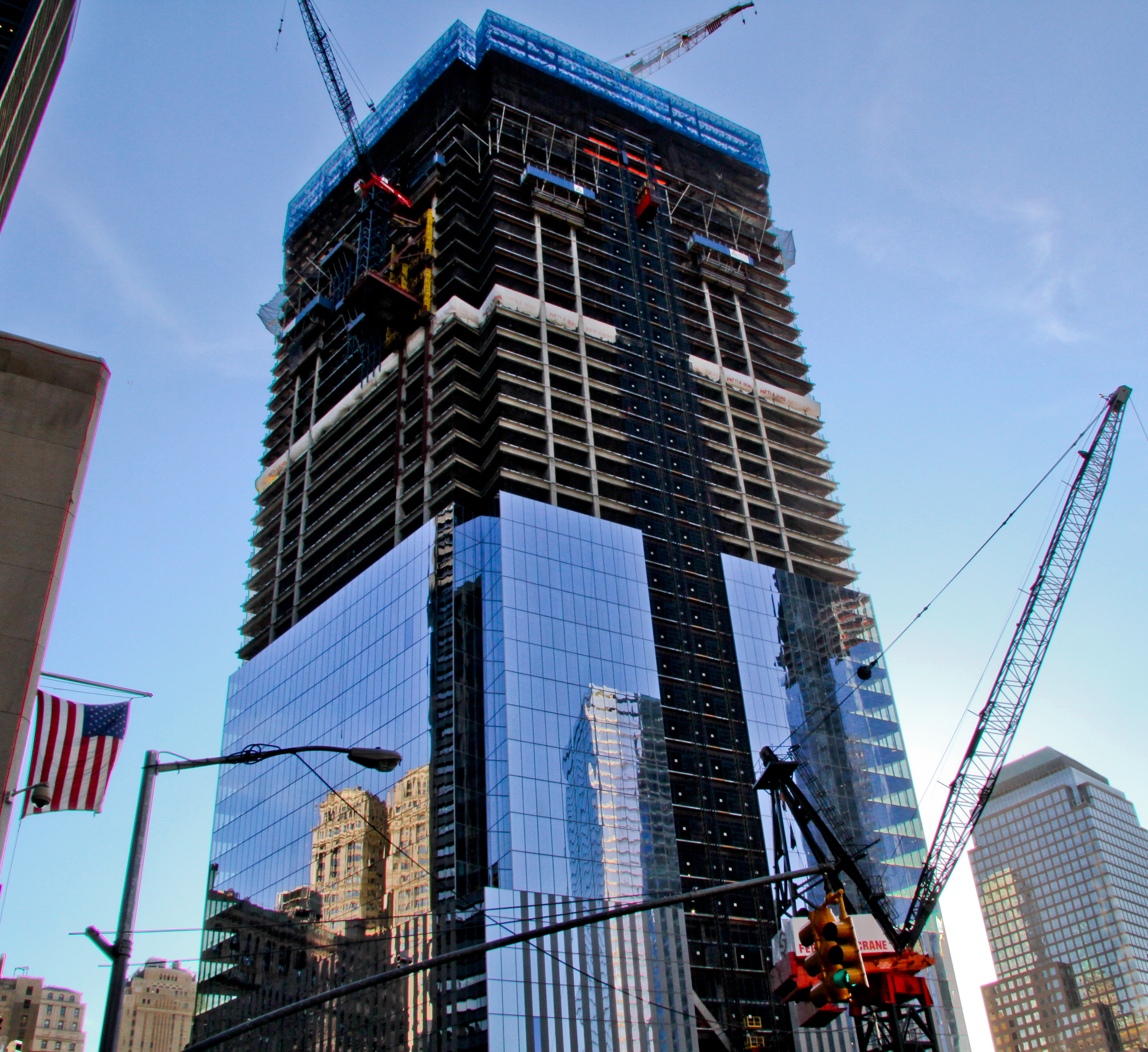
2011年10月4日時的建設進度
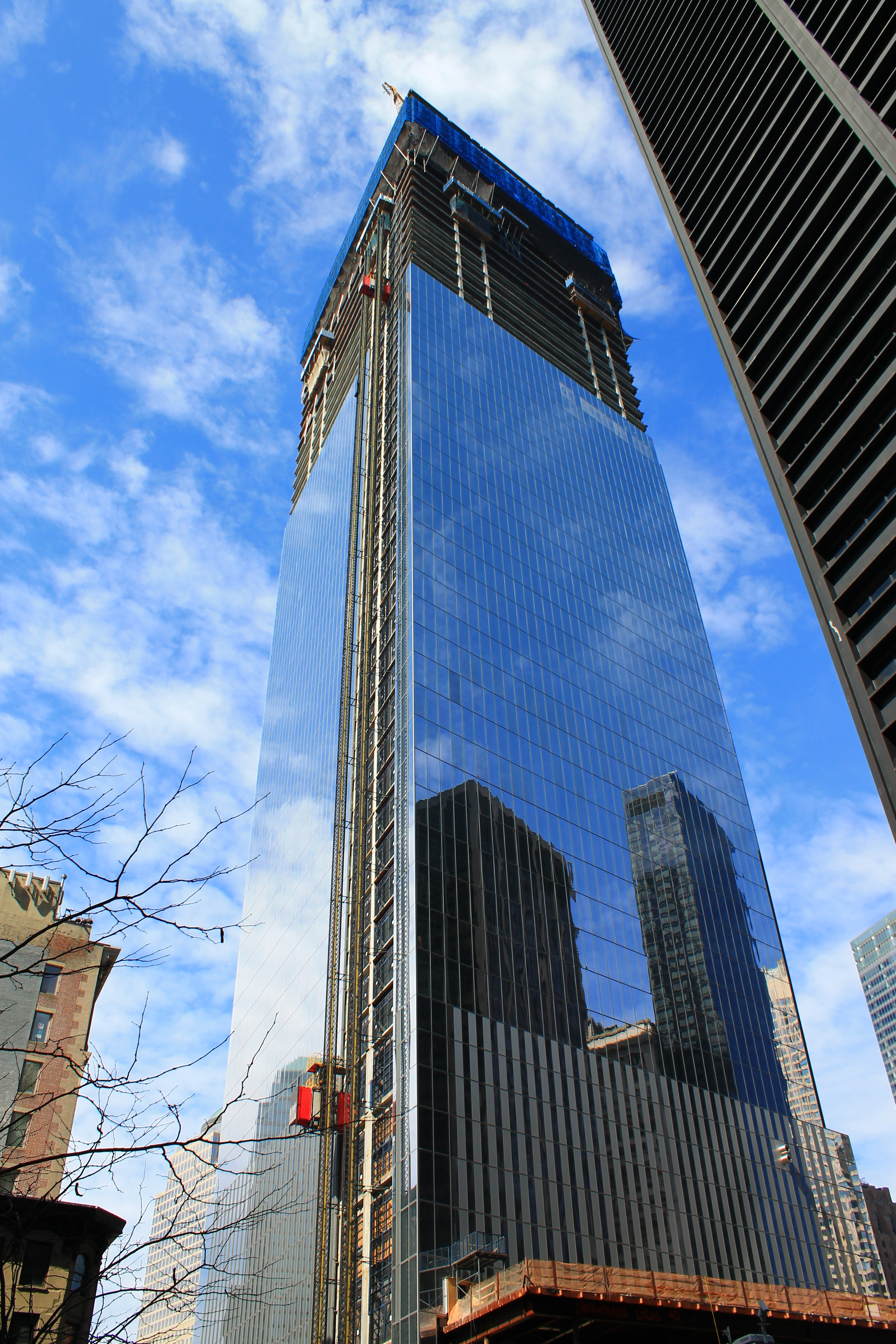
2012年3月12日時的建設進度
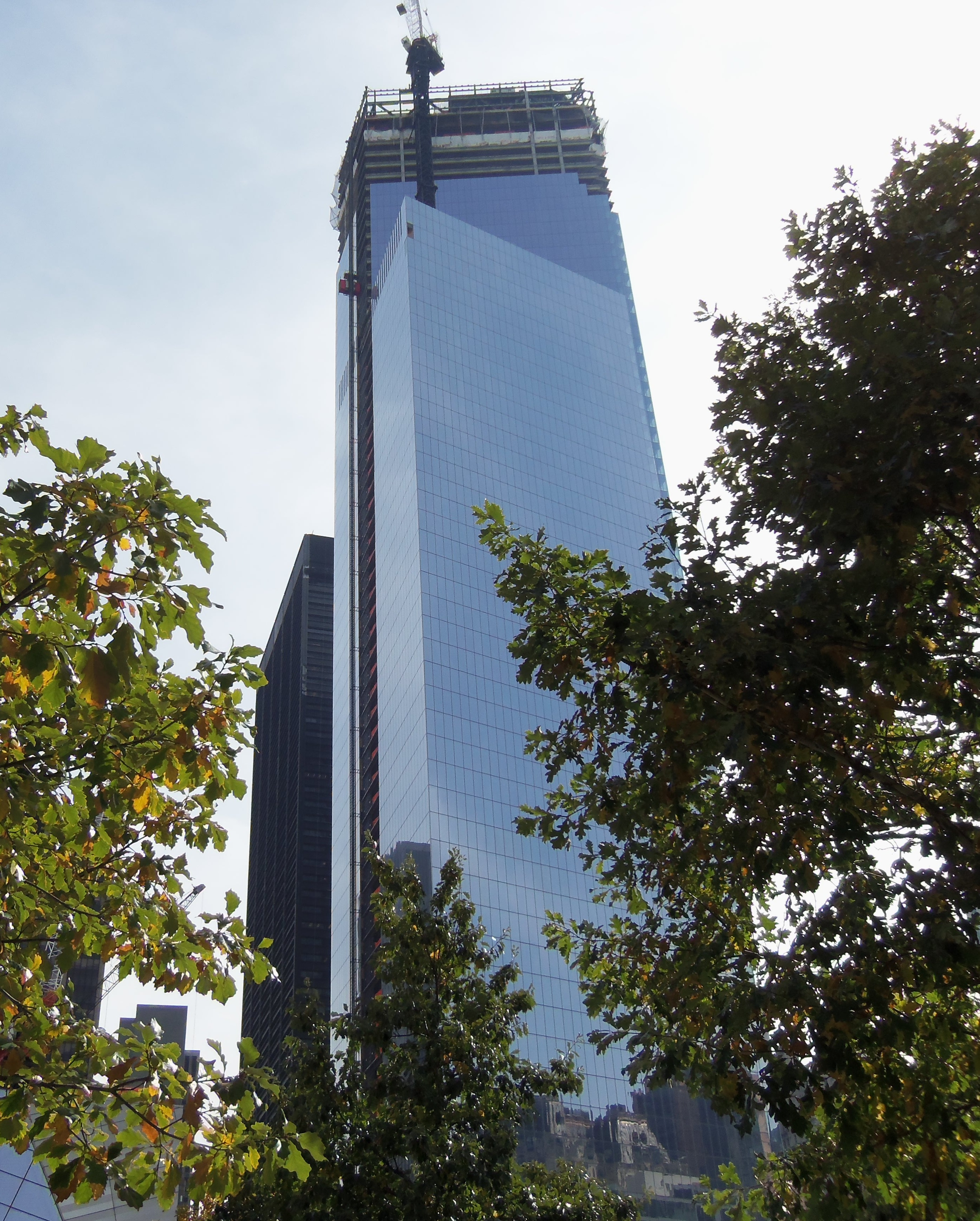
2012年10月17日時的建設進度

## 外部連結
- 4WTC.com - 4 World Trade Center - 150 Greenwich Street （页面存档备份，存于）  - 官方網站
- Main WTC site - Additional Information
- Emporis entry on this building （页面存档备份，存于）